# بی‌توقف (ترانه)
«بی‌توقف» (به انگلیسی: Nonstop) تک‌آهنگی از هنرمند اهل کانادا دریک برای آلبوم استودیویی خود، عقرب (۲۰۱۸) است. این ترانه در ۳۱ ژوئیه ۲۰۱۸ توسط یانگ مانی انترتینمنت، کش مانی رکوردز و ریپابلیک رکوردز منتشر شد.